# Tetraponera nicobarensis
Tetraponera nicobarensis är en myrart som först beskrevs av Auguste-Henri Forel 1903.  Tetraponera nicobarensis ingår i släktet Tetraponera och familjen myror. Inga underarter finns listade i Catalogue of Life.